# Xuelang Hong’en
Xuelang Hong’en (1545-1608; chiń. 雪浪洪恩, pinyin Xuěláng Hóng’ēn) – chiński mnich buddyjski, jeden z odnowicieli tradycji huayan i faxiang w okresie Ming. Znany także jako Sanhuai (chiń. 三懷, pinyin Sānhuái) Hong’en.

## Biografia
Urodził się w 1545 r. W wieku 12 lat został przyciągnięty przez buddyjskie teksty i postanowił zostać mnichem. W klasztorze Bao’en w Nankinie został uczniem Wuji Mingxina (1512-1574). Był bratem w Dharmie późniejszego mistrza chan Hanshana Deqinga. Został najbardziej znanym mistrzem Dharmy specjalizującym się w doktrynie huayan w rejonie Jiangnanu. Oprócz promowania nauk huayan, promował także nauki faxiang, czyli jogaczary. 
Ponieważ szkoła jogaczary już wówczas nie istniała, aby przybliżyć jej nauki zestawił zbiór ośmiu istotnych tekstów w pracy zatytułowanej Xiangzong bayao (pol. Osiem istotnych tekstów jogaczary). Dzieło stało się podstawą ożywienia w studiowaniu nauk tej szkoły.   
Przez współczesnych był czczony jako patriarcha szkoły huayan. Był reprezentatywnym buddystą w debatach pomiędzy buddystami a Matteo Riccim w Nankinie.  
W późniejszych latach życia został przyciągnięty przez szkołę chan.
Był także dość znanym poetą.

## Teksty
- Xuelang ji (雪浪集; pol. Zbiór Xuelanga)
- Xuelang xuji (雪浪續集; pol. Dalszy zbior Xuelanga)

## Linia przekazu Dharmy huayan (linia nanfang)
- Lu’an Putai

- Wuji Mingxin (1512-1574)

- Xuelang Hong’en (1545-1608)

- Yiyu Tongrun (1565-1624)
- Cangxue Duche (1588-1656)
- Tairu Minghe (1588-1640)
- Gaoyuan Mingyu